# 村井茂兵衛
村井 茂兵衛（むらい もへえ、文政4年5月11日（1821年6月10日） - 明治6年（1873年）5月）は、旧盛岡藩の豪商。屋号は鍵屋。鍵屋茂兵衛とも。尾去沢銅山事件で財産を没収された。

## 来歴
盛岡紺屋町で呉服商「鍵屋」を営む2代目村井茂兵衛の長男として生まれた。城下でも有数の豪商だった村井家は名字帯刀を許されていた。1867年(慶応3年)10月、兄・東一郎の死去に伴い、4代目村井茂兵衛の名を継ぐ。
1868年(明治元年)、戊辰戦争で新政府軍に降伏した盛岡藩は軍資金7万両を要求された。藩は鍵屋に7万両を納めさせた代わりに尾去沢鉱山の経営権を移譲したが、盛岡藩と茂兵衛との貸借を調査した政府により、1871年8月28日、採掘権などの私有財産の差押さえを受けた。茂兵衛は異議を申し立てたが裁断は覆されず、鉱山は大蔵大輔（副大臣）だった井上馨の知人の糸商人「伊勢平」こと岡田平蔵に払い下げられた。この件について茂兵衛は諦めずに秋田裁判所、司法省裁判所に訴え続け、井上馨に反発する当時の法務大臣・江藤新平の意を汲む者等に利用され、世間に疑獄であると印象付けたが、鉱山が茂兵衛の元に戻ることはなかった。1873年(明治6年)6月10日、失意の中で死去。謎の死を遂げたと言われる。村井の調書や上申書は、事件発生から明治11年ごろまでの裁判関係資料として遺されている。